# Jaime Penedo
Jaime Penedo   (Ciutat de Panamà, 26 de setembre de 1981) fou un futbolista panameny de la dècada de 2010.
Fou 129 cops internacional amb la selecció de Panamà.
Pel que fa a clubs, destacà a Cagliari Calcio, Municipal, LA Galaxy i Dinamo București.
És també conegut per les seves semblances facials amb el porter italià Gianluigi Buffon